# سيمون بانتسيما
سيمون بانتسيما (Simon Bantsimba)، حكم كرة قدم دولي كونغولي سابق. و قد حكم في كأس الخليج 1992، حيث أدار مباراة منتخب الكويت لكرة القدم ومنتخب عمان لكرة القدم في 30 نوفمبر 1992.
1. 1 2  worldreferee.com (بالإنجليزية), QID:Q19801038